# ? (album Neala Morse’a)
? – album studyjny amerykańskiego wokalisty i multiinstrumentalisty Neala Morse’a. Muzyka na płycie została utrzymana w stylistyce rocka progresywnego. Wydawnictwo ukazało się 1 listopada 2005 roku nakładem wytwórni muzycznych Radiant Records, InsideOut Music, SPV GmbH i Metal Blade Records.

## Lista utworów
Opracowano na podstawie materiału źródłowego.
1. „The Temple of the Living God” (Neal Morse) – 6:13
2. „Another World” (Neal Morse) – 2:36
3. „The Outsider” (Randy George, Neal Morse, Mike Portnoy)- 2:21
4. „Sweet Elation” (Neal Morse) – 2:32
5. „In the Fire” (Neal Morse) – 7:24
6. „Solid as the Sun” (Neal Morse) – 6:12
7. „The Glory of the Lord” (Neal Morse) – 1:41
8. „Outside Looking In” (Neal Morse) – 4:19
9. „12” (Neal Morse) – 6:46
10. „Entrance” (Neal Morse) – 6:22
11. „Inside His Presence” (Neal Morse) – 5:30
12. „The Temple of the Living God” (Neal Morse) – 4:27

## Twórcy
Opracowano na podstawie materiału źródłowego.
| - Debbie Bresee – wokal wspierający - Jay Dawson - dudy - Randy George – gitara basowa - Chris Carmichael - wiolonczela - Thomas Ewerhard - design - Mike Portnoy – perkusja, instrumenty perkusyjne - Jerry Guidroz - inżynieria dźwięku - Michael Thurman - waltornia - Ken Love - mastering - Alan Morse – gitara |  | - Amy Pippin, Debbie Bresee, Joey Pippin, Revonna Cooper, Neal Morse, Wade Brown - chór - Neal Morse – gitara, instrumenty klawiszowe, wokal prowadzący, produkcja muzyczna - Rich Mouser - miskwoanie - Jordan Rudess – instrumenty klawiszowe - Mark Leniger – gitara - Roine Stolt – gitara - Steve Hackett – gitara - Jim Hoke - saksofon - Chris Carmichael, Rachel Rigdon - skrzypce |